# Acción Popular - Frente Amplio
Acción Popular - Frente Amplio fue un grupo parlamentario (Bancada) del Congreso de la República del Perú fundado en el año 2012 y conformado por cinco congresistas de Acción Popular (AP), un congresista de un movimiento político regional y cuatro congresistas independientes (de acuerdo al Registro de Organizaciones Políticas - ROP).

## Fundación
El grupo parlamentario Acción Popular - Frente Amplio se conformó en julio de 2012 con cinco congresistas acciopopulistas y otros cinco congresistas sin inscripción partidaria luego que Acción Popular terminara su Alianza Parlamentaria con otros dos partidos políticos peruanos (Perú Posible y Somos Perú), tres movimientos políticos regionales y cuatro congresistas independientes.
El rompimiento de la Alianza Parlamentaria se produjo por diversas descoordinaciones entre sus integrantes (como la virtual alianza individual de Perú Posible con el oficialista Partido Nacionalista Peruano), siendo la última y más notoria el apoyo inconsulto de Perú Posible al candidato oficialista a la presidencia del Congreso de la República del Perú aun sin saber quién sería tal candidato y aunque estaba propuesto para el mismo cargo el acciopopulista Víctor Andrés García Belaunde. En tales circunstancias y atendiendo a la solicitud de sus Bases partidarias, el Comité Político y el Comité Ejecutivo Nacional de Acción Popular decidieron que su partido constituyera una Bancada propia. De esta manera, el presidente de Acción Popular, Dr. Javier Alva Orlandini, autorizó a los Congresistas de su partido a iniciar coordinaciones con Congresistas independientes a fin de concretar dicha decisión.
Entre quienes inicialmente aceptaron la invitación para unirse a los cinco congresistas acciopopulistas se encontraban, por una parte un congresista del movimiento político regional Hechos y No Palabras (renunciante a la Bancada Fuerza 2011), y por otra parte cinco congresistas independientes exintegrantes de la Bancada oficialista Gana Perú (cuatro renunciantes y uno expulsado de dicha Bancada por desacuerdos).

De esta manera, primero se conformó oficialmente la Bancada de Acción Popular con los cinco congresistas acciopopulistas y el congresista del movimiento político regional Hechos y No Palabras. A continuación se unieron cuatro de los cinco congresistas independientes. Con estas nuevas incorporaciones nace el grupo parlamentario Acción Popular - Frente Amplio.

Frente Amplio

## Integrantes
El grupo parlamentario Acción Popular - Frente Amplio estuvo integrado por 9 congresistas:
| Distrito Electoral | Escaños | Congresistas electos                       | Partido              |
| ------------------ | ------- | ------------------------------------------ | -------------------- |
| Cajamarca          | 1       | Mesías Antonio Guevara Amasifuén           | Acción Popular       |
| Cusco              | 1       | Verónika Fanny Mendoza Frisch              | Frente Amplio        |
| Huánuco            | 1       | Alejandro Yovera                           | Hechos y No Palabras |
| Lima               | 4       | Víctor Andrés García Belaúnde              | Acción Popular       |
| Lima               | 4       | Yonhy Lescano Ancieta                      | Acción Popular       |
| Lima               | 4       | Manuel Enrique Ernesto Dammert Ego Aguirre | Frente Amplio        |
| Lima               | 4       | Rosa Mavila                                | Frente Amplio        |
| Loreto             | 1       | Leonardo Inga                              | Acción Popular       |
| Tumbes             | 1       | Manuel Arturo Merino de Lama               | Acción Popular       |

Exmiembros 
- Jorge Rimarachín (Cajamarca), posteriormente formó parte de la bancada Dignidad y Democracia.[4]

## Cargos
La Bancada Acción Popular - Frente Amplio presidió dos comisiones ordinarias congresales (grupos de trabajo parlamentario ordinario) para el periodo legislativo 2012-2013:
- Comisión de Vivienda: Presidida por el congresista acciopopulista Manuel Merino; y
- Comisión de Relaciones Exteriores: Presidida por el congresista acciopopulista Víctor Andrés García Belaunde.

El Congresista acciopopulista Víctor Andrés García Belaunde fue oficialmente el vocero titular de la Bancada, en tanto que el congresista acciopopulista Manuel Merino fue el vocero alterno.
Además, el congresista acciopopulista Mesías Guevara ha sido Presidente de la Comisión Parlamentaria Especial del Centenario del Nacimiento del Presidente Fernando Belaúnde durante el año 2012.
En el periodo legislativo 2014-2015 la Bancada Acción Popular - Frente Amplio tuvo como Vocera titular a la congresista de Frente Amplio, Rosa Mavila. Además, esta Bancada presidió las comisiones siguientes:
- Comisión de Vivienda: a cargo del Congresista de Acción Popular Yonhy Lescano.
- Comisión de Descentralización: a cargo del Congresista de Frente Amplio Manuel Dammert.

Adicionalmente, el congresista acciopopulista Mesías Guevara presidió la Comisión Especial que investiga los presuntos actos de corrupción en el Gobierno Regional de Ancash, en tanto que el congresista Víctor Andrés García Belaúnde presidió la Comisión Especial que investiga la presunta red de corrupción de Rodolfo Orellana.